# Astracantha sicula
Astracantha sicula är en ärtväxtart som först beskrevs av Antonius de Bivona-Bernardi, och fick sitt nu gällande namn av Werner Rodolfo Greuter. Astracantha sicula ingår i släktet Astracantha och familjen ärtväxter. Inga underarter finns listade i Catalogue of Life.

## Bildgalleri

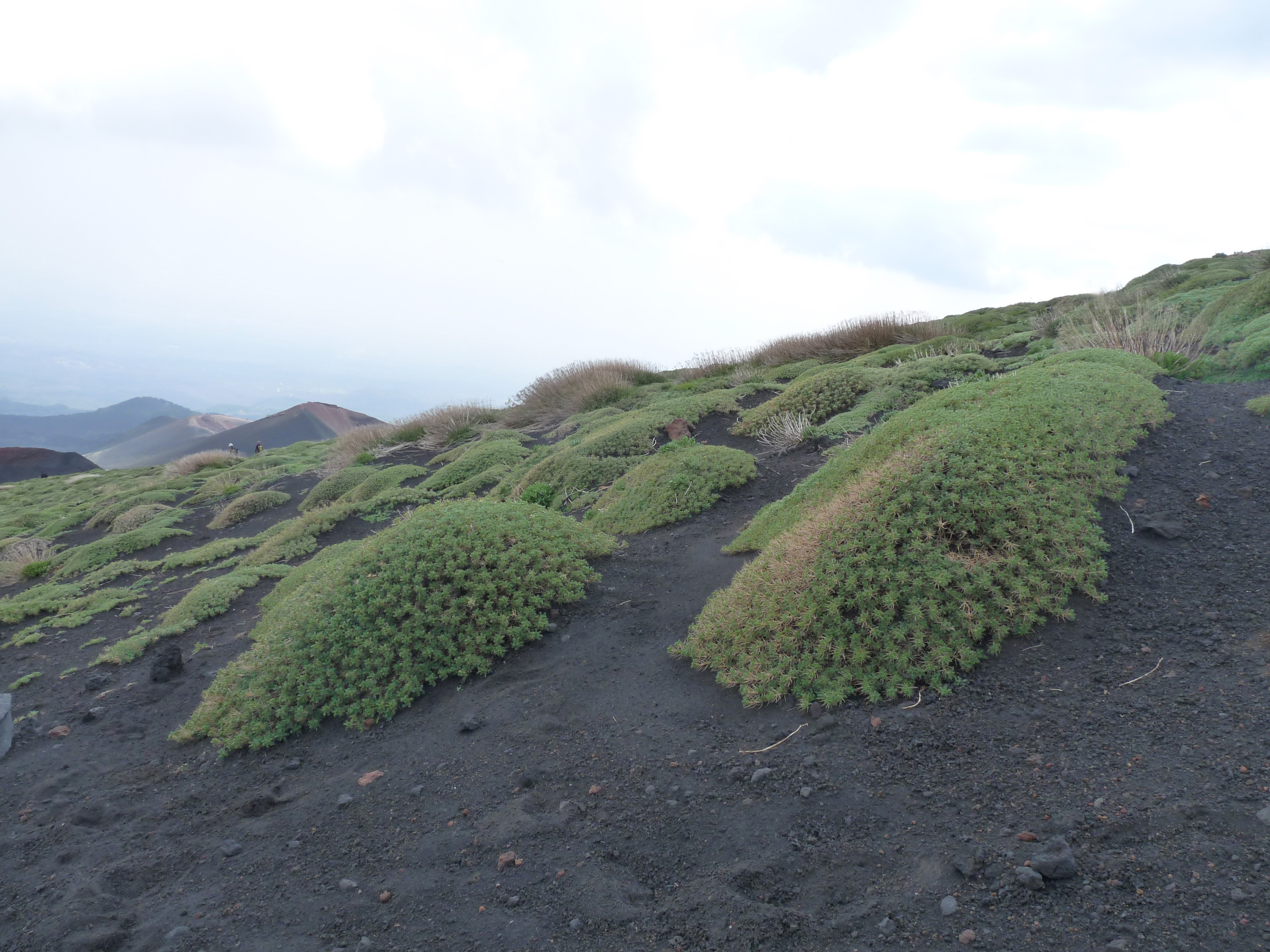